# فاليراكي
فاليراكيون (Φαληράκιον) هي مدينة في جزيرة رودوس في دوديكانيسيا في مقاطعة جنوب إيجة في اليونان.